# Liste der denkmalgeschützten Objekte in Munderfing
Die Liste der denkmalgeschützten Objekte in Munderfing enthält die 7 denkmalgeschützten, unbeweglichen Objekte der Gemeinde Munderfing im Bezirk Braunau am Inn.

## Denkmäler
| Foto |                 | Denkmal                                                                            | Standort                                                  | Beschreibung | Metadaten |
| ---- | --------------- | ---------------------------------------------------------------------------------- | --------------------------------------------------------- | --- | --- |
| ja   | Datei hochladen | Kath. Filialkirche hl. Valentin HERIS-ID: 52650 Objekt-ID: 60044                   | Valentinhaft Standort KG: Achenlohe                       | Die gotische Kirche wurde 1459 geweiht. Die Einrichtung stammt vorwiegend aus dem 17. und 18. Jahrhundert. | BDA-Hist.: Q38053193 Status: § 2a Stand der BDA-Liste: 2025-06-30 Name: Kath. Filialkirche hl. Valentin GstNr.: 1190 Filialkirche Valentinhaft                  |
| ja   | Datei hochladen | Ringwallanlage Spreitzenberg HERIS-ID: 67886seit 2023                              | Waldstraße 38, östlich Standort KG: Achenlohe, Munderfing | Die annähernd ovale Ringwallanlage auf dem Spreitzenberg umfasst eine Fläche von rund 1,4 Hektar und ist durch ein System aus Wällen und Gräben begrenzt. Sie wurde im frühen 19. Jahrhundert erstmals in der archäologischen Literatur beschrieben und 1923 durch Hugo von Preen in einer Planskizze erfasst. Ihr Ursprung liegt in prähistorischer Zeit, wiewohl eine genaue Datierung mit Stand von 2022 noch nicht vorliegt. | BDA-Hist.: Q119231405 Status: Bescheid Stand der BDA-Liste: 2025-06-30 Name: Ringwallanlage Spreitzenberg GstNr.: 110/2, 551/13, 551/14, 551/15, 551/11, 551/12 |
| ja   | Datei hochladen | Mühlleutnermühle (Mühlendnermühle) / Hauptgebäude HERIS-ID: 38325 Objekt-ID: 37859 | Hauptstraße 3 Standort KG: Munderfing                     | | BDA-Hist.: Q37980544 Status: Bescheid Stand der BDA-Liste: 2025-06-30 Name: Mühlleutnermühle (Mühlendnermühle)/ Hauptgebäude GstNr.: 566/1                      |
| ja   | Datei hochladen | Pfarrhof HERIS-ID: 100395 Objekt-ID: 116621                                        | Hauptstraße 43 Standort KG: Munderfing                    | | BDA-Hist.: Q37784247 Status: § 2a Stand der BDA-Liste: 2025-06-30 Name: Pfarrhof GstNr.: 954                                                                    |
| ja   | Datei hochladen | Aufnahmsgebäude Munderfing HERIS-ID: 45913 Objekt-ID: 47445seit 2021               | Hauptstraße 94 Standort KG: Munderfing                    | | BDA-Hist.: Q105665740 Status: Bescheid Stand der BDA-Liste: 2025-06-30 Name: Aufnahmsgebäude Munderfing GstNr.: .92/2 Aufnahmsgebäude Bahnhof Munderfing        |
| ja   | Datei hochladen | Martinibrunnen HERIS-ID: 67897 Objekt-ID: 80882                                    | Standort KG: Munderfing                                   | | BDA-Hist.: Q38117795 Status: § 2a Stand der BDA-Liste: 2025-06-30 Name: Martinibrunnen GstNr.: 943                                                              |
| ja   | Datei hochladen | Kath. Pfarrkirche hl. Martin und Friedhof HERIS-ID: 52413 Objekt-ID: 59128         | Hauptstraße 52, bei Standort KG: Munderfing               | Dıe spätgotische Kirche hat ein vierjochiges Langhaus, wobei das Westjoch 1934 angebaut wurde. Der Turmaufsatz ist in barockem Stil ausgeführt. | BDA-Hist.: Q26294692 Status: § 2a Stand der BDA-Liste: 2025-06-30 Name: Kath. Pfarrkirche hl. Martin und Friedhof GstNr.: 943                                   |